# Batuka
A batuka latin-amerikai táncok (cumbia, merengue, reggaeton, rumba, salsa, szamba és vallenato) koreográfiai elemeit felhasználó, az aerobichoz hasonló sportforma. Megalkotója Kike Santander kolumbiai származású zeneszerző, aki a batukához külön zenét is írt. A batuka bejegyzett védjegy.